# North American T-2 Buckeye
North American T-2 Buckeye je dvomotorno palubno reaktivno šolsko vojaško letalo ameriškega proizvajalca North American Aviation. V uporabo je vstopil leta 1959, kasneje ga je pri Ameriški mornarici  nadomestil McDonnell Douglas T-45 Goshawk, pri Grških letalskih silah pa ostaja v uporabi. 
Sprva je imel oznako T2J-1, kasneje so jo spremenili v T-2A. Sprva ga je poganjal en motor Westinghouse J34-WE-46/48, kasneje pri verziji T-2B  dva Pratt & Whitney J60-P-6, na verziji T-2C pa dva precej močnejša General Electric J85-GE-4. 

## Specifikacije (T-2C Buckeye)
Podatki iz Jane's All The World's Aircraft 1976–77
Splošne karakteristike
- Posadka: 2
- Dolžina:  (11,67 m)
- Razpon kril: 3 (11,62 m)
- Višina:  (4,51 m)
- Površina kril: 255 ft2 (23,69 m2)
- Teža praznega letala: 8115 lb (3680 kg)
- Maks. vzletna teža: 13179 lb (5977 kg)
- Pogon letala: 2 × General Electric J85-GE-4 turboreaktivni motor, 2950 lbf (13,12 kN) vsak

 Zmogljivost 
- Maks. hitrost: 453 vozlov (522 mph, 840 km/h) na 25.000 ft (7.600 m)
- Doseg: 909 nmi (1047 milj, 1685 km)
- Višina leta: 40400 ft (12315 m)
- Hitrost vzpenjanja: 6200 ft/min (31,5 m/s)